# Orthetrum sagitta
Orthetrum sagitta – gatunek ważki z rodziny ważkowatych (Libellulidae).